# Папа Климент IV
Папа Климент IV (лат. Clemens IV; умро у Витербу, 29. новембра 1268) је био 183. папа од 12. фебруара 1265. до 29. новембра 1268.